# Cantone di Valdahon
Il cantone di Valdahon è una divisione amministrativa francese dell'arrondissement di Besançon, dell'arrondissement di Montbéliard e dell'arrondissement di Pontarlier, situato nel dipartimento del Doubs nella regione della Borgogna-Franca Contea.
È stato costituito a seguito della riforma approvata con decreto del 25 febbraio 2014, che ha avuto attuazione dopo le elezioni dipartimentali del 2015.

## Composizione
Comprende i 64 comuni di:
- Adam-lès-Vercel
- Athose
- Avoudrey
- Battenans-Varin
- Belleherbe
- Belmont
- Bremondans
- Bretonvillers
- Chamesey
- Charmoille
- Chasnans
- Chaux-lès-Passavant
- Chevigney-lès-Vercel
- Consolation-Maisonnettes
- Cour-Saint-Maurice
- Courtetain-et-Salans
- Domprel
- Épenouse
- Épenoy
- Étalans
- Étray
- Eysson
- Fallerans
- Flangebouche
- Fuans
- Germéfontaine
- Fournets-Luisans
- Grandfontaine-sur-Creuse
- La Grange
- Guyans-Durnes
- Guyans-Vennes
- Hautepierre-le-Châtelet
- Landresse
- Laviron
- Longechaux
- Longemaison
- Longevelle-lès-Russey
- Loray
- Magny-Châtelard
- Nods
- Orchamps-Vennes
- Orsans
- Ouvans
- Passonfontaine
- Péseux
- Pierrefontaine-les-Varans
- Plaimbois-Vennes
- Provenchère
- Rantechaux
- Rosières-sur-Barbèche
- Rosureux
- La Sommette
- Valdahon
- Vanclans
- Vaucluse
- Vauclusotte
- Vellerot-lès-Vercel
- Vennes
- Vercel-Villedieu-le-Camp
- Vernierfontaine
- Verrières-du-Grosbois
- Villers-Chief
- Villers-la-Combe
- Voires